# Tallián Mariann
Tallián Mariann (Pécs, 1971. február 21. –) magyar színésznő, író.

## Életpályája
A budapesti Bartók Béla Zeneművészeti Szakközépiskola és Gimnáziumban érettségizett. 1990-92-ig a Liszt Ferenc Zeneművészeti Főiskola hallgatója volt, hegedű főtárgy szakon. 1990-1992 között a Független Színpadon, Ruszt József irányítása mellett több előadásban is szerepelt. 1992-1994 között a Nemzeti Színház stúdiójának tanulója volt, Béres Ilona és Magács László osztályában. 1994-ben felvételt nyert a Színház- és Filmművészeti Főiskola színész szakára, ahol 1998-ban diplomázott, Benedek Miklós osztályában.
1996-2002 között az Új Színházban gyakorlaton, a szolnoki Szigligeti Színházban és a zalaegerszegi Hevesi Sándor Színházban társulati tagként kezdte pályáját. 2002-2004 között a Nemzeti Színház társulatát erősítette. 2004-től szabadúszó színész.Férjével, dr. Lázár Balázs színművész, költővel együtt, 2004 óta hoznak létre versszínházi előadásokat. 
Munkásságuk kiteljesedéseként, 2009-ben Rózsássy Barbara József Attila-díjas költőnő szerkesztői közreműködésével, a versszínházi előadások létrehozására megalapították a Ketten a versben elnevezésű összművészeti formációt. Az alkotótársak kortárs és klasszikus magyar költők műveiből állítanak össze egyéni stílusban előadott, újszerű előadásokat, melyekben Tallián Mariann gyakran hegedül is. „Versszínházi missziójukkal” folyamatosan járják a Kárpát-medencét. Előadásaikban minimális kellék- és díszlethasználattal élnek, így népszerűsítik az irodalmat a legkisebb helyeken át a színháztermekig, s váltanak ki katarzist szuggesztív előadásmódjukkal. 
Előadóművészeti munkásságukat 2015-ben a Tokaji Írótábor Nagy László Emlékérmével, 2023-ban Artisjus Előadóművészi díjjal ismerték el. Rendszeres fellépője, szerkesztője, moderátora irodalmi esteknek, több irodalmi műsort, felolvasó színházi bemutatót, mesefeldolgozást, rendhagyó irodalomórát szerkesztett, prózai írásokat dramatizált színpadra, többek között Jókai Anna, Mezey Katalin, Oláh János, Csukás István, Szendrey Júlia műveiből.
2018-tól publikál irodalmi lapokban, első kötetei A Tűzmadár és a Bolygó Hollandi. A Magyar Nemzeti Filmalap történelmi játékfilm programjában pályázata bekerült a nyertesek közé, melynek alapján Pacskovszky József filmrendező, forgatókönyvíró közreműködésével elkészült a Feleségek felesége című forgatókönyv. 
2021-ben jelent meg A szegények fejedelme című, II. Rákóczi Ferenc életéről szóló ifjúsági regénye. 2020-ban NKA alkotói ösztöndíjat kapott A küldött munkacímű novelláskötet megírására. 2022-ben napvilágot látott Cyrano című ifjúsági kisregénye. A 48. Tokaji Írótáborban Hordó díjas lett, irodalmi, kulturális munkássága okán. 2019 decemberében felvételt nyert a Magyar Írószövetségbe, ahol a választmányi tagságot is elnyerte. 2023-ban két új kötettel bővült alkotásainak száma, a Lampionvirág című mesenovellás kötet és a Törvényen kívüliek című történelmi novellákat tartalmazó könyv jelent meg. Az Olvasat https://olvasat.hu/ című irodalmi portál állandó publicistája. 2024 novemberében különdíjas lett a Méhes György-Nagy Elek Alapítvány történelmi kisregény pályázatán, Kolibritojás című kisregényével.

## Ketten a versben
Lázár Balázs színművész, költő és Tallián Mariann színművész, hegedűs sokoldalú alkotótársak. 1997-ben és 1998-ban végeztek a Színház- és Filmművészeti Egyetem színész szakán. Tallián Mariann az egyetem előtt a Liszt Ferenc Zeneművészeti Főiskola tanárképző szakán hegedű szakra járt és a Nemzeti Színház Színiakadémiáján is elvégzett két évet, tagja volt a Szolnoki Szigligeti Színház, a Zalaegerszegi Hevesi Sándor Színház és a Nemzeti Színház társulatának. Lázár Balázs huszonhat éve publikál irodalmi lapokban, folyóiratokban, a 2000/2001-es évadban pedig Kaliforniában vett részt egy éves maszkos, mozgásszínházi képzésben. 2016-ban doktorált Maszkos Karakterizáció című dolgozatával a Színház- és Filmművészeti Egyetemen.  
Hat éven át a Ferencvárosi Pinceszínház irodalmi referense volt. Több fővárosi teátrumban játszik. Mindketten rendszeres fellépői irodalmi esteknek, könyvbemutatóknak. Tallián Mariann ifjúsági szerzőként, Lázár Balázs költőként is elismerést aratott, többkötetes díjazott szerzők. 2004-ben került sor első közös versszínházi munkájukra, melyben Bertók László, Kossuth-díjas pécsi költő verseit állították színpadra sajátos formavilágban mozgással, élő zenével (hegedű). Ezt követte 2010-ben az ötszáz év magyar békesség-óhajtó verseiből összeállított Békesség-óhajtás című előadásuk, majd 2011-ben Ketten a versben, klasszikus és kortárs magyar szerelmes versekből létrehozott estjük. Gyerekeknek szóló interaktív műsoruk Weöres Sándor Bóbita verseiből és Csukás István Pom-Pom meséiből születtek meg. 
2013-ban mutatták be Piros ruhában, szerelemben című, Weöres Sándor és Károlyi Amy művei alapján, közös életüket feldolgozó produkciójukat, majd 2014-ben Ötödik évszak címmel kortárs magyar költők verseiből szerkesztettek, készítettek versszínházat, Határ Győzőre emlékezve. Az építő művész című irodalmi összeállítással a 200 éve született építészóriás, Ybl Miklós életét és munkásságát elevenítették fel korabeli dokumentumok, irodalmi szemelvények, fotók és zenei betétek segítségével, és országos turnéra indultak. 2015-ben készült el Bicskám és szívem kinyitva címmel Nagy László-Szécsi Margit-estjük, mely előadásukat a Tokaji Írótáborban Nagy László Emlékéremmel díjazták.Több produkciójuk szerkesztésében alkotótársuk volt Rózsássy Barbara József Attila-díjas költőnő. 2016-ban az 1956-os Forradalom és Szabadságharc 60. évfordulója alkalmából állították színpadra az úgynevezett „füveskerti” költők verseiből készült versszínházi emlékestjüket „Arccal a földön a Huszadik Század!” címmel, és ebben az évben Balatónia című kosztümös pódiumestet hoztak létre a Berzsenyi Társaság felkérésére. 
2017-ben Csörsz Rumen István irodalomtörténész, régizenész közreműködésével elkészült a Feleségek felesége című kosztümös előadásuk Szendrey Júlia életéről, majd a „Mi dolgunk a világon”, Vörösmarty Mihály költeményeiből összeállított versszínházi előadás. A sikeres és népszerű előadásokkal bejárták Erdélyt, és Dániába is meghívást kaptak. 2019-20-ban Ady Endre került a fókuszba. Ady és a nyugatosok költészetéből Ady és a nők, majd Ember az embertelenségben című világháborús emlékesttel járták az ország iskoláit. 2021-ben Ekler Andrea rendezésében Öröknyár címmel, Nagy Gáspár műveiből mutattak be országjáró előadást. 2023 évi repertoárjukban Egyenes labirintus címmel Pilinszky estjüket, Szokolay Dongó Balázs közreműködésével, Antal Gábor zongoraművész improvizációival kísérve Istengyermekség címmel, Jókai Anna alkotói életútját népszerűsítik az ország pódiumain. Szárnyas idő peremén címmel készül békét, összefogást hirdető új bemutatójuk. 
Egyéni stílusukat versszínháznak nevezik, mely színpadi műfajként teret biztosít régi és új kifejezési formák, tartalmak létrehozására, ösztönzi a színház-, előadó- és társművészeket olyan alkotások színpadra állítására, amelynek központi gondolata a vers kifejezése és tágabb értelmű színpadi, színházi eszközökkel történő megszólaltatása. Egyszerre áll munkájuk központjában a hagyományőrzés és az új utak keresése, a magyar költészet klasszikus és kortárs kincsestárának megismertetése, a magyar nyelv ápolása a lehető legszélesebb körben határon innen és túl. Küldetésüket sokan „kultúrmissziónak” tartják.
Színházi munkáik mellett 2010-től kezdve járják az országot hátrányos helyzetű kistérségektől a nagyvárosokon át, a határon túli magyar közösségekig. Több alkalommal jártak a Felvidéken, Ausztriában, Szlovéniában, a Partiumban, Erdélyben és a Vajdaságban, valamint Dániában és Belgiumban. Fontos tevékenységük, hogy rendhagyó irodalomórák keretében rendszeresen járnak iskolákba. Előadásaikat többnyire könyvtárakban, művelődési házakban, múzeumokban, pódiumtermekben adják elő, minimális színpadi technikát igényelve, és a katarzist szuggesztív előadásmódjukkal érik el. Vallják, hogy a színházhoz elegendő „egy szál deszka és szenvedély”. 
2023-ban előadóművészi munkásságukért Artusjus díjban részesültek. 

## Színházi szerepeiből
- Henrik Ibsen: Nóra... Lindelné
- Grimm fivérek: Hamupipőke... Hamupipőke
- Csiky Gergely: A nagymama... Piroska
- Móricz Zsigmond: Úri muri... Rozika
- Ödön von Horváth: Kasimír és Karoline...Karoline
- Molnár Ferenc: Az üvegcipő... Házmesterné
- Tamási Áron: Énekes madár ...Gondos Magdolna
- Moliére: A fösvény...Fruzsina – házasságszerző

## Filmes és televíziós szerepei
- Szabadság tér '56 (1997, rendező Bereményi Géza)
- A Herner Ferike faterja (2001, rendező Kovács Gábor Attila)

## Könyvei
- A Tűzmadár (2018 Holnap Kiadó)
- Bolygó Hollandi (2019 Holnap Kiadó)
- A szegények fejedelme (2021 Zrínyi Kiadó)
- Cyrano (2022 Holnap Kiadó)
- Lampionvirág (2023 Holnap kiadó)
- Törvényen kívüliek (2023 Orpheus Kiadó, Arany János Alapítvány)